# Shire of Exmouth
Shire of Exmouth is een Local Government Area (LGA) in Australië in de staat West-Australië. Shire of Exmouth telde 3.085 inwoners in 2021. De hoofdplaats is Exmouth.